# Георг Брухмюллер
Георг Брухмюллер (нім. Georg Bruchmüller; 11 грудня 1863 року — 26 січня 1948 року) — німецький артилерійський офіцер, який сильно вплинув на розвиток сучасної артилерійської тактики. Мав прізвисько Durchbruchmüller — поєднання німецького слова Durchbruch (прорив) із прізвищем.

## Ранні роки
Народився Берліні в сім'ї середнього класу. Вивчав фізику в Берлінському університеті. Після закінчення навчання в 1883 році на три роки пішов добровольцем в Імперську армію. Через два роки призначений в піхотну артилерію, рід військ німецької армії, озброєний важкою зброєю: гаубицями та мінометами. Спочатку ці війська призначалися для організації облогових заходів, але отримали нову роль у польових операціях.
У 1897 і 1898 роках Брухмюллер служив командиром батареї в третьому полку піхотної артилерії, що дислокувався у фортеці Майнц. Потім, з 1901 по 1902 роки, був командувачем батареї навчального батальйону школи артилерійської стрільби в Ютербозі. У цей період одним із його колег був капітан Артур Більзе, фахівець із важкої артилерії. У 1908 році Брухмюллер став майором і отримав завдання написати тактичне керівництво для польової артилерії. У 1913 році впав з коня та згодом мав нервовий зрив. Був звільнений зі служби за медичними показаннями та відправлений в запас у званні підполковника, але з платнею майора.

## Перша світова війна
На початку Першої світової війни був призваний на службу, незабаром став командиром артилерії 86-ї піхотної дивізії на Східному фронті. У 1915 році брав участь у тринадцяти битвах, був нагороджений Залізним хрестом другого та першого класу. З 18 по 30 березня 1916 року російська імператорська армія вела наступ на озері Нароч. Для організації контратаки Брухмюллер умовив командувача 10-ї армії генерала Айхгорна організувати централізоване командування артилерією. Брухмюллер спланував перед атакою піхоти застосувати загороджувальний вогонь, що сприяло перемозі Німеччини. За цей успіх у 1917 році Брухмюллер був удостоєний найвищої військової нагороди — ордену Pour le Mérite, ставши одним із чотирьох офіцерів-артилеристів, нагороджених орденом під час війни.
Французи та англійці використовували тривалу артпідготовку перед піхотною атакою, щоб знищити захисників, наприклад битві на Соммі передував семиденний обстріл ворожих позицій. Німці надавали перевагу коротким інтенсивним бомбардуванням, наприклад як десятигодинна артпідготовка перед Верденською битвою. Брухмюллер розробив складні, централізовано контрольовані плани стрільби для інтенсивної артпідготовки. План включав інтенсивний вогонь по всіх позиціях противника, швидке перенесення вогню з цілі на ціль. Це вимагало точного та акуратного управління кожним типом озброєння, щоб завдати максимальної шкоди ворогу. Кожна батарея отримувала окреме завдання відповідно до розкладу артпідготовки. На першому етапі уражалися штаб, телефонний зв'язок, командні пункти, батареї супротивника та позиції піхоти. Вогонь був раптовим, зосередженим та широко використовував хімічні снаряди. На другому етапі вогонь концентрувався на батареях противника. Потрібно було багато боєприпасів для знищення ворожих рубежів: наприклад, на ліквідацію захищеної позиції відводилося 100 пострілів із 150-мм гаубиці. На третьому етапі вогонь по цілям продовжувався до їх знищення, деякі батареї обстрілювали позиції піхоти, тоді як важкі гармати атакували дальні рубежі ворога, щоб вражати шляхи пересування підкріплень. Піхота, що наступала, слідувала за точно організованим загороджувальним вогнем, який отримав назву «вогняний вал» (Feuerwalze). Брухмюллер командував артилерією під час деяких ключових контратак проти наступу Брусилова. Він керував 76-ма артилерійськими батареями групи армій Лінзінгена. У липні 1917 року він командував 134-ма батареями під час контрнаступу на Тернопіль, відбитий після втрати внаслідок наступу Керенського.
Несподіваність була головною умовою вчинення максимальної шкоди, тому Брухмюллер застосовував метод капітана Пулковського — ведення вогню артилерією без попередньої пристрілки. Виконувалась прив'язка до місцевості кожної одиниці зброї, потім, знаючи початкову швидкість снаряду і зважаючи на такі змінні, як температура повітря, швидкість і напрям вітру, а також використовуючи таблиці, надані математиками, можна було досить точно розрахувати наведення зброї для стрільби по цілям, позначеним на картах. Приготування до атаки таким чином були приховані від ворога, але розташування цілей мало визначатися дуже точно. Британці використали подібну тактику артобстрілу без пристрілки в битві при Камбре 20 листопада 1917 року. .
Брухмюллер командував артилерією 8-ї армії (генерал Оскар фон Гут'єр) під час Ризької операції у вересні 1917 року. Незабаром після захоплення Риги 8-а армія була перекинута на захід, де в перші місяці 1918 року в спеціальній школі в Бельгії методам Брухмюллера навчали артилеристів, які готувалися до німецького весняного наступу. Офіцери піхоти також навчалися цим методам. Були проведені спільні з піхотою артилерійські навчання із застосуванням бойових снарядів, у яких відпрацьовувалася атака із загороджувальним артилерійським вогнем. Перший наступ, операція «Міхаель», розпочалася з артпідготовки, під час якої за п'ять годин було випущено 3,5 млн снарядів, майже 200 пострілів на секунду. Всупереч інструкціям, Брухмюллер не став проводити пристрілювання, відкривши вогонь по цілям, позначеним на картах за даними розвідки. У наступному наступі, битві на Лісі у Фландрії, він керував артилеристами, які були не знайомі з методом Пулковського. Тоді пристрілювання було виконано під час першої фази артпідготовки. 26 березня 1918 року Брухмюллер був нагороджений дубовим листям до ордена Pour le Mérite: він став одним з двох артилерійських офіцерів, удостоєних такої честі. Будучи лише підполковником та офіцером запасу, тимчасово мобілізованим на фронт, він командував артилерією групи армій кронпринца Вільгельма у Третій битві на Ені та Битві на Марні. Артпідготовка проводилася в темну пору доби без пристрілки, щоб з першими променями сонця піхота перейшла в наступ. Начальник німецького штабу Еріх Людендорф називав Брухмюллера прикладом «… вирішального впливу особистості на перебіг військових подій …».

## Повоєнні роки
Брухмюллеру не було місця в повоєнному Рейхсвері, оскільки Версальський договір забороняв Німеччині мати важку артилерію. Він був звільнений з армії у 1919 році в званні полковника. Брухмюллер написав кілька книг з артилерії, які були перекладені англійською, французькою та російською мовами. У 1939 році, в 25-ті роковини Битви під Танненбергом, він отримав звання генерал-майора у відставці. Помер у Гарміш-Партенкірхені у 1948 році.